# Río Arrone
El Arrone es un río italiano del Lacio, con una longitud de 37 km. Es el único emisario natural del lago de Bracciano El río sale del lago de Bracciano por Anguillara Sabazia. Desemboca en el mar Tirreno cerca de Maccarese y Fregene, localidades en el municipio de Fiumicino, donde hay un precioso humedal que, junto con toda la zona contigua cubierta de maquis mediterráneo, forma parte de la reserva natural del Litoral romano.
La altura media de la cuenca hidrográfica es de 98 m s. n. m. y por su morfología puede subdividirse en tres partes.
Hay otro río italiano llamado "Arrone" que desemboca en el mar Tirreno. Su fuente está cerca de Piansano.